# Ніна Дервал
Ніна Дервал (нід. Nina Derwael; нар. 26 березня 2000 року, Сінт-Трейден, Бельгія) — бельгійська гімнастка, олімпійська чемпіонка на різновисоких брусах Олімпійських ігор в Токіо, Японія,  чемпіонка світу та Європи. Ніна Дервал є першою гімнасткою в історії Бельгії, яка стала чемпіонкою світу та Європи.

## Біографія
Народилась в Сінт-Трейдені в родині бельгійського професійного футболіста Ніко Дервала, який грав за Генк (футбольний клуб).

## Спортивна кар'єра
Спортивною гімнастикою займається з трьох років. Хоча сприймається спеціалісткою різновисоких брус, вважає себе багатоборкою та працює над збільшенням складності програм для підвищення конкурентоздатності в багатоборстві.

#### 2016
На Олімпійські ігри 2016 в Ріо-де-Жанейро, Бразилія в багатоборстві була дев'ятнадцятою.

#### 2017
На чемпіонаті Європи виграла фінал на різновисоких брусах та стала першою в історії Бельгії чемпіонкою Європи зі спортивної гімнастики.
На чемпіонаті світу, що проходив у жовтні в Монреалі, виборола історичну для Бельгії бронзову нагороду на різновисоких брусах. В комбінації продемонструвала коронний елемент, як і британська гімнастка Джорджія-Мей Фентон, який рішенням Міжнародної федерації гімнастики отримав ім'я "Дервал/Фентон".

#### 2018
На чемпіонаті Європи в Глазго, Велика Британія, захистила звання чемпіонки Європи на різновисоких брусах та виборола срібло на колоді.
В Досі, Катар, на чемпіонаті світу здобула перемогу на різновисоких брусах, що стало першою золотою нагородою чемпіонатів світу в історії Бельгії, посіла четверті місця на колоді та в багатоборстві.

#### 2019
Для кращої підготовки до кваліфікаційного на Літні Олімпійські ігри 2020 чемпіонату світу 2019 вирішила пропустити чемпіонат Європи в Щецині.
На II Європейських іграх у Мінську, Білорусь, здобула перемогу на колоді та зупинилась за крок від п'єдесталу на різновисоких брусах, де виконувала нову комбінацію.
На чемпіонаті світу 2019 року у командному фіналі посіли десяте місце, що дозволило здобули командну олімпійську ліцензію на Літні Олімпійські ігри 2020 у Токіо, Японія. В фіналі багатоборства завершила змагання на п'ятому місці, на різновисоких брусах здобула перемогу, з фіналу у вільних вправах знялась.
2021
Через незначну травму стопи та неоптимальну форму знялася з чемпіонату Європи в Базелі, Швейцарія. Олімпійська чемпіонка на різновисоких брусах Олімпійських ігор.
2024
Через травму, яка завадила взяти участь в домашньому чемпіонаті світу, що був кваліфікаційним на Ігри в Парижі, змушена була взяти участь в серії кваліфікаційних на літні Олімпійські ігри в Парижі, Франція, етапів кубку світу, де виконувала вправи на колоді, а не різновисоких брусах. Після трьох з чотирьох етапів (Каїрі, Котбусі та Баку) набрала 90 очок у вправі на колоді, посіла перше місце в рейтингу та достроково здобула особисту олімпійську ліцензію.

## Виступи на Олімпіадах
| Олімпіада           | Дисципліна                  | Місце |
| ------------------- | --------------------------- | ----- |
| Ріо-де-Жанейро 2016 | індивідуальне багатоборство | 19    |

## Результати на турнірах
| Рік  | Змагання                                     | КБ | ІБ | Опорний стрибок | Різновисокі бруси | Колода | Вільні вправи |
| ---- | -------------------------------------------- | -- | -- | --------------- | ----------------- | ------ | ------------- |
| 2015 | Європейський юнацький олімпійський фестиваль | 2  | 4  |                 | 2                 | 5      | 3             |
| 2016 | Чемпіонат Європи                             | 9  | 81 |                 | 23                | 10     |               |
| 2016 | Олімпійські ігри                             | 12 | 19 |                 | 12                | 28     | 39            |
| 2017 | Чемпіонат Європи                             |    | 7  |                 | 1                 |        |               |
| 2017 | Кубок виклику в Парижі                       |    |    |                 | 1                 | 6      | 11            |
| 2017 | Чемпіонат світу                              |    | 8  |                 | 3                 | 23     | 27            |
| 2018 | Кубок світу в Досі                           |    |    |                 | 1                 | 3      |               |
| 2018 | Чемпіонат Європи                             |    |    |                 | 1                 | 2      | 13            |
| 2018 | Чемпіонат світу                              |    | 4  |                 | 1                 | 4      | 13            |
| 2018 | Кубок світу в Коттбусі                       |    |    |                 | 1                 | 9      |               |
| 2019 | Кубок світу в Досі                           |    |    |                 | 1                 | 2      |               |
| 2019 | Європейські ігри                             |    |    |                 | 4                 | 1      |               |
| 2019 | Чемпіонат світу                              | 10 | 5  |                 | 1                 | 15     | 10            |
| 2021 | Кубок виклику в Осієці                       |    |    |                 | 1                 | 1      |               |
| 2021 | FIT Challenge                                | 2  | 4  |                 | 1                 |        |               |
| 2021 | Олімпійські ігри                             | 8  | 6  |                 | 1                 | 15     | 12            |
| 2022 | Чемпіонат світу                              | 11 |    |                 | 3                 | 29     |               |
| 2024 | Кубок світу. Каїр                            |    |    |                 |                   | 1      |               |
| 2024 | Кубок світу. Котбус                          |    |    |                 |                   | 5      |               |
| 2024 | Кубок світу. Баку                            |    |    |                 |                   | 3      |               |
| 2024 | Олімпійські ігри                             |    |    |                 | 4                 |        |               |

## Іменний елемент
Елемент різновисоких брусів "The Derwael/Fenton" було названо на честь двох гімнасток Ніни Дервал та Джорджії-Мей Фентон, які виконали його на чемпіонаті світу 2017 року в Монреалі, Канада.